# アリエージュ県
アリエージュ県（アリエージュけん、Ariège）は、フランスのオクシタニー地域圏の県である。名称はアリエージュ川に由来する。

## 地理
オート＝ガロンヌ県、オード県、ピレネーゾリアンタル県、アンドラ、スペインのカタルーニャ州と隣接する。おおまかに3つの地域に分けられる。
- プレーヌ・ダリエージュ - 県北部にあり、平野、丘、小さな谷が占め、農業が盛んである。ローラゲ地方の一部は県北東部まで伸びる。アリエージュ川とレーズ川が平野の南北を流れる。穀倉地帯の風景は、マイス、ヒマワリ、草原が占めている。
- ピエモン・ピレネン - プラントーレル山地、標高1000m以下の準ピレネー山脈を含む。様々な地質構造がフォワ谷などで対照的な景観を形成している。
- オー・ペイ・ザリエジョワ - 標高1000m以上のピレネー山脈。エスタツ山、モンカルム山、ポール・ド・シュロ山は県の最高標高地点であり、それぞれが3000mを越えている。森は針葉樹林が支配的である。

## 歴史
フランス革命中の1790年3月4日、フォワ伯領（ラングドック）の一部、クズラン（ガスコーニュ）の一部から新たな県として創設された。国務院はアリエージュ＝ピレネー県（Ariège-Pyrénées）への変更を求めてきた。この計画の支持者は、ピレネーを冠することでフランスじゅうに県を宣伝する良い位置づけになると述べた。

アリエージュ県の地図。1790年以前の州で色分けしている:
ラングドック
フォワ伯領
ドヌザン
ガスコーニュ :
コマンジュ
クズラン

## 人口統計
| 1801年  | 1831年  | 1841年  | 1851年  | 1856年  | 1861年  | 1866年  |
| ------- | ------- | ------- | ------- | ------- | ------- | ------- |
| 196 454 | 253 730 | 265 607 | 267 435 | 251 318 | 251 318 | 250 436 |
| 1872年  | 1876年  | 1881年  | 1886年  | 1891年  | 1896年  | 1901年  |
| 246 298 | 244 795 | 240 601 | 237 619 | 227 491 | 219 641 | 210 527 |
| 1906年  | 1911年  | 1921年  | 1926年  | 1931年  | 1936年  | 1946年  |
| 205 684 | 198 725 | 172 851 | 167 498 | 161 265 | 155 134 | 145 956 |
| 1954年  | 1962年  | 1968年  | 1975年  | 1982年  | 1990年  | 1999年  |
| 140 010 | 137 192 | 138 478 | 137 857 | 135 725 | 136 455 | 137 205 |
| 2006年  | 2007年  | 2008年  | 2009年  |         |         |         |
| 146 283 | 148 576 | 150 201 | 151 117 |         |         |         |

参照元:SPLAF、2006年以降、2007年

## 主なコミューン
| コミューン                       | 人口 2007 | 変遷 2007/1999 | コミューン                   | 人口 2007 | 変遷 2007/1999 |
| -------------------------------- | --------- | -------------- | ---------------------------- | --------- | -------------- |
| パミエ                           | 15,574    | 15,7 %         | ミルポワ                     | 3,107     | 1 %            |
| フォワ                           | 9,658     | 6 %            | ヴァリエス                   | 2,848     | 5,4 %          |
| ラヴェラネ                       | 6,727     | -3 %           | ラロック・ドルム             | 2,705     | 1,4 %          |
| サン＝ジロン                     | 6,552     | 4,3 %          | サン・ジャン・デュ・ファルガ | 2,591     | 14,1 %         |
| サヴェルダン                     | 4,376     | 22,9 %         | ラ・トゥール・デュ・クリュ   | 2,332     | 18 %           |
| タラスコン・シュル・アリエージュ | 3,493     | 1,9 %          | レザ＝シュル＝レーズ         | 2,253     | 6,5 %          |
| マゼレス                         | 3,287     | 25,6 %         | ヴェルニオル                 | 2,215     | 9,6 %          |
| 出典 : Insee                     |           |                |                              |           |                |

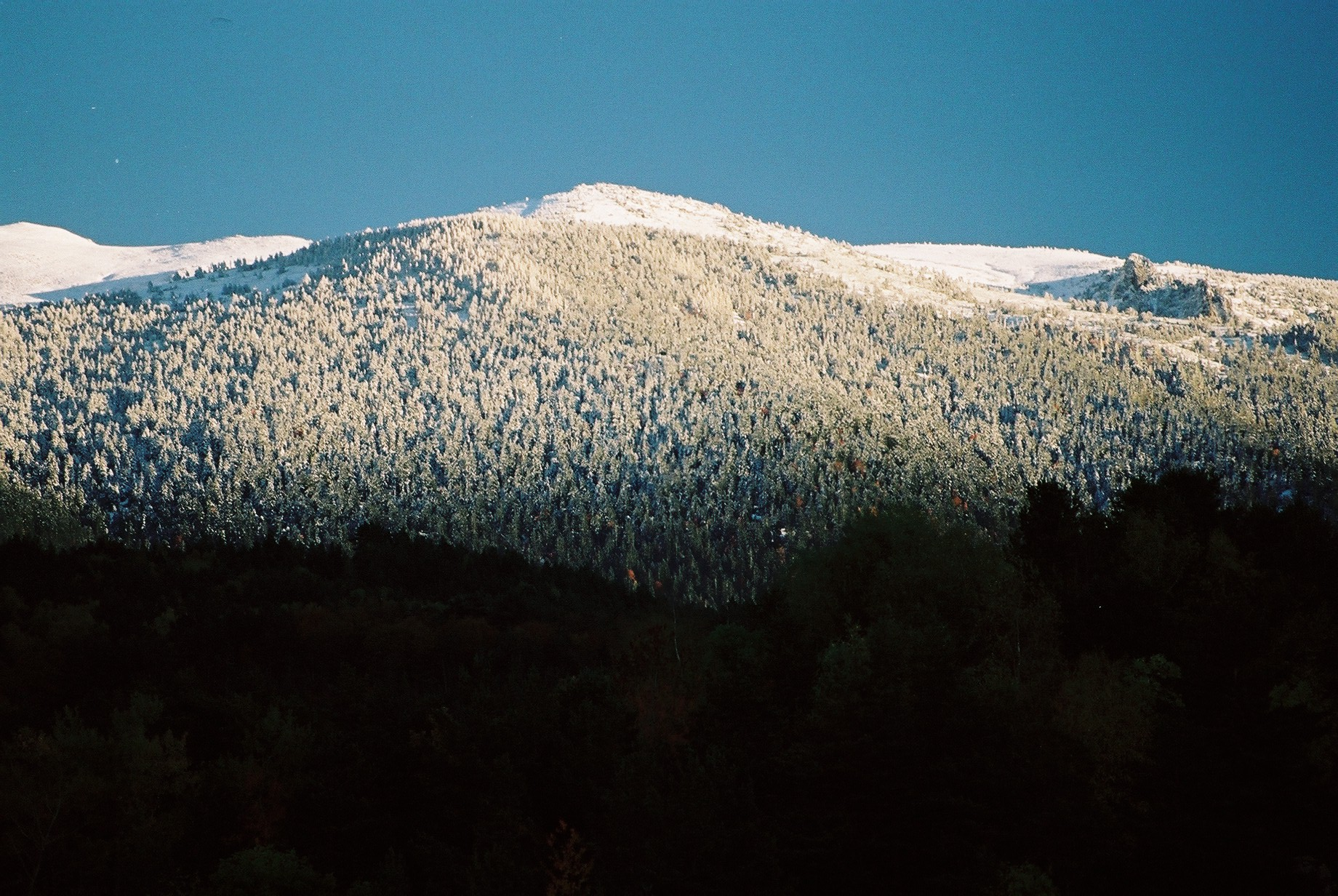
マドレス山地
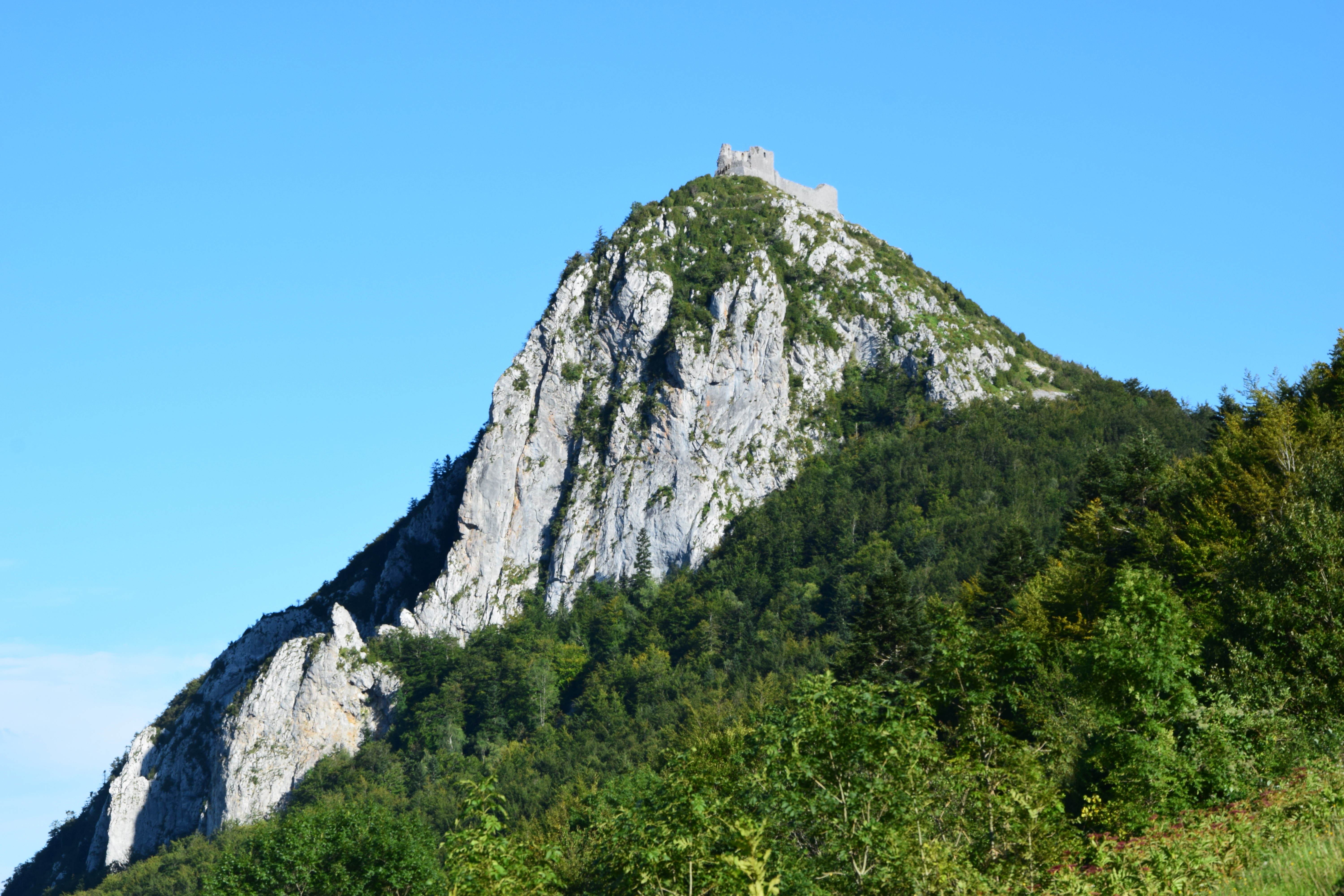
モンセギュール城址
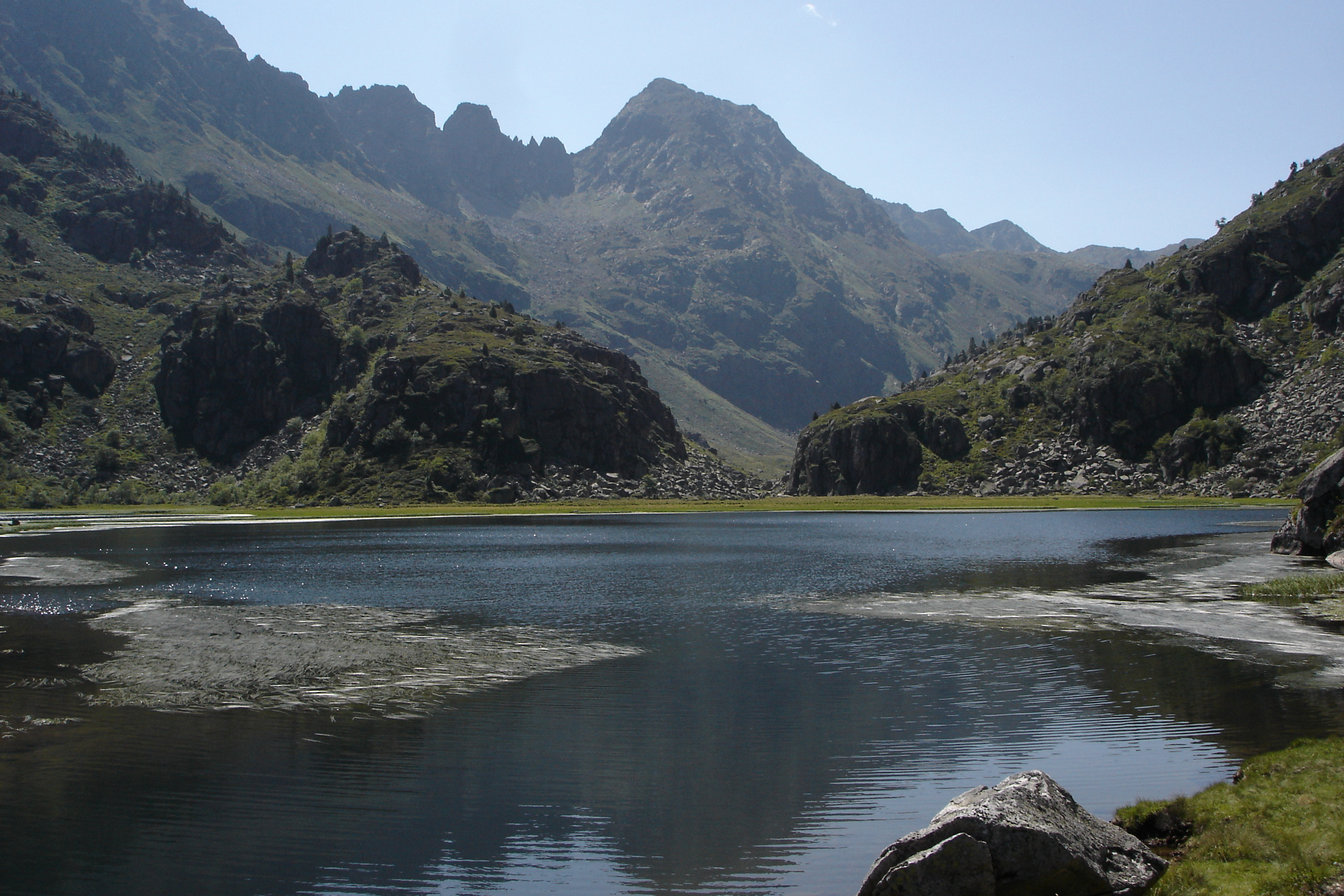
ペルグラン谷
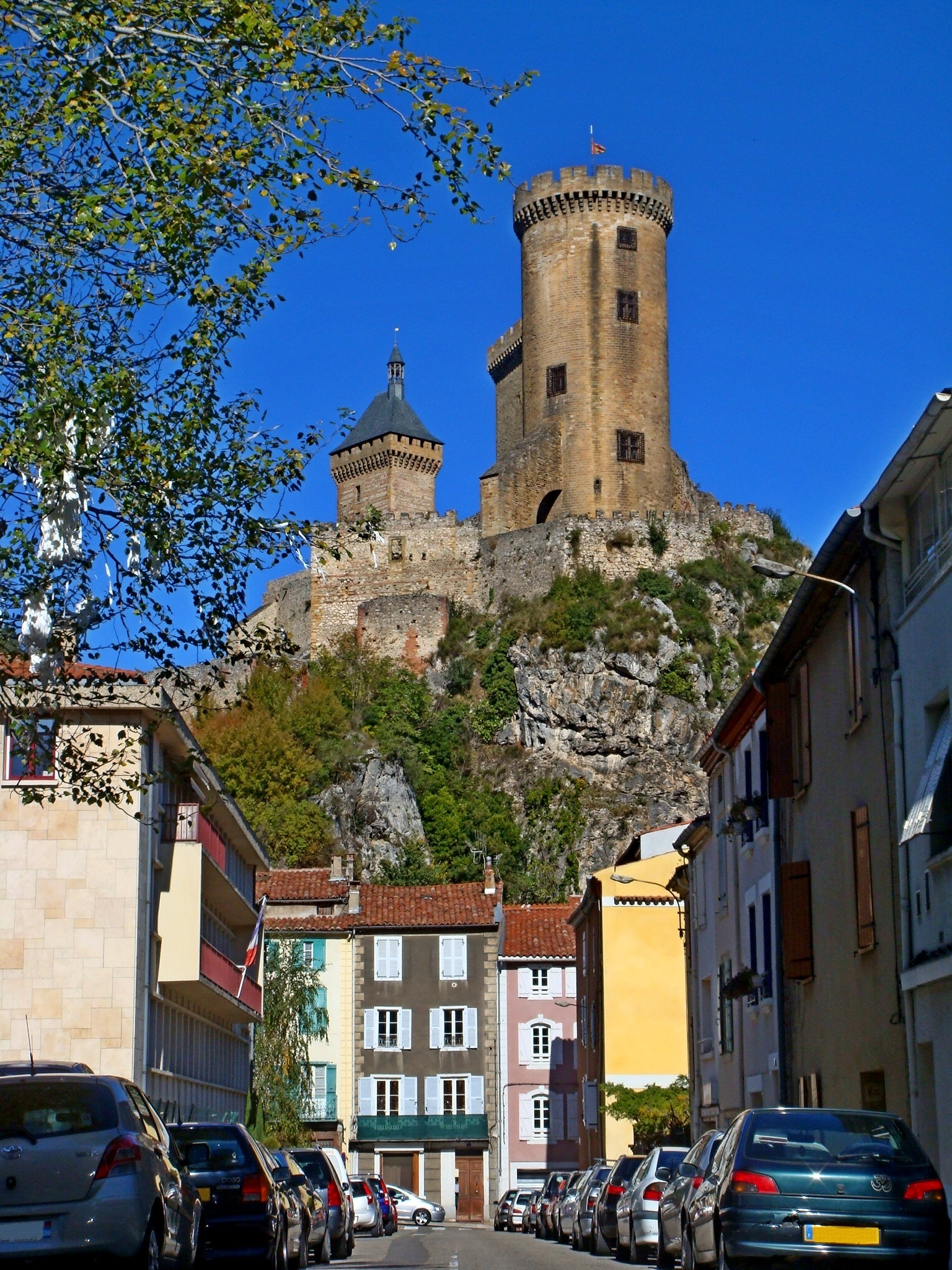
フォワ
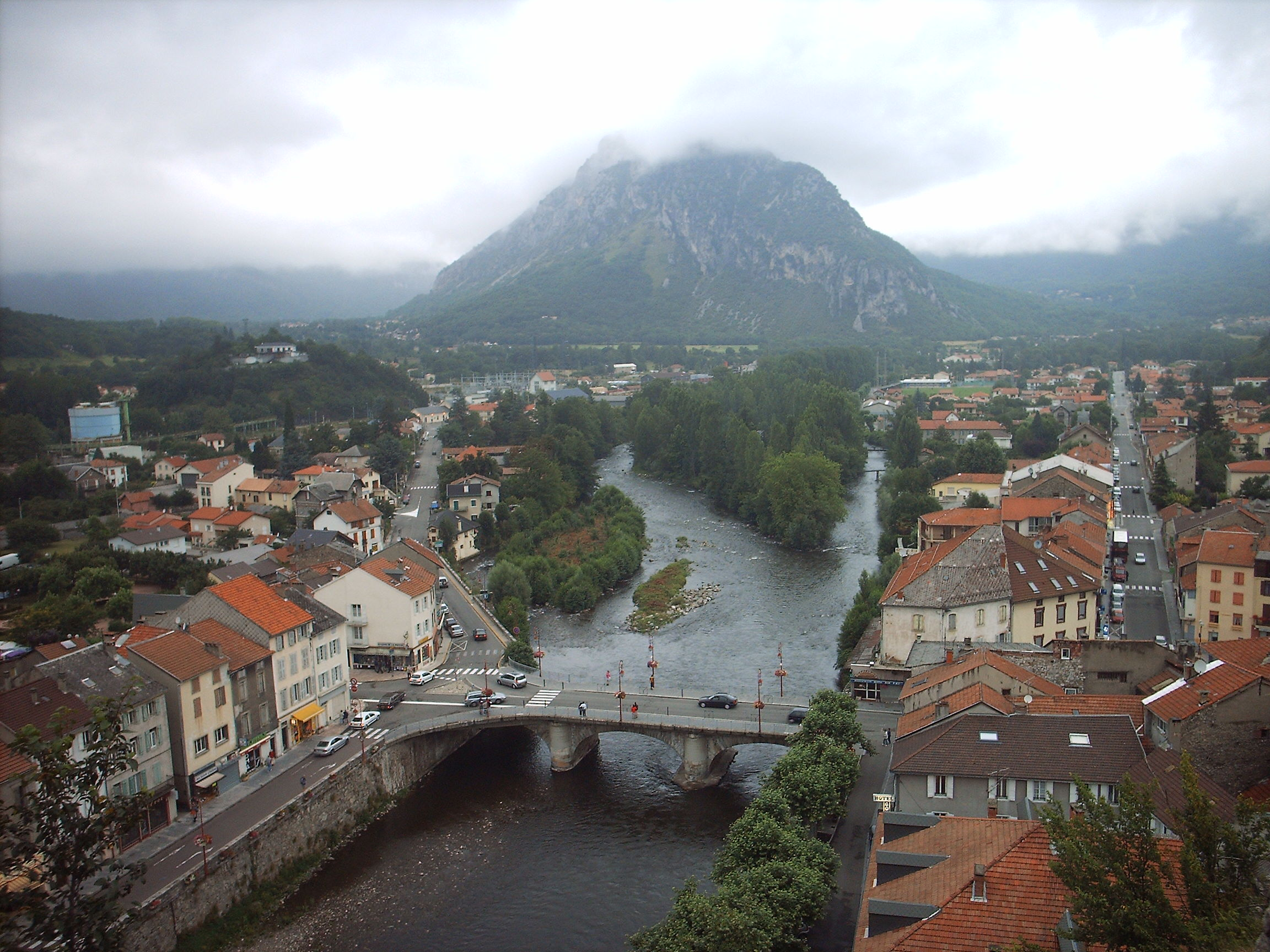
タラスコンのアリエージュ川
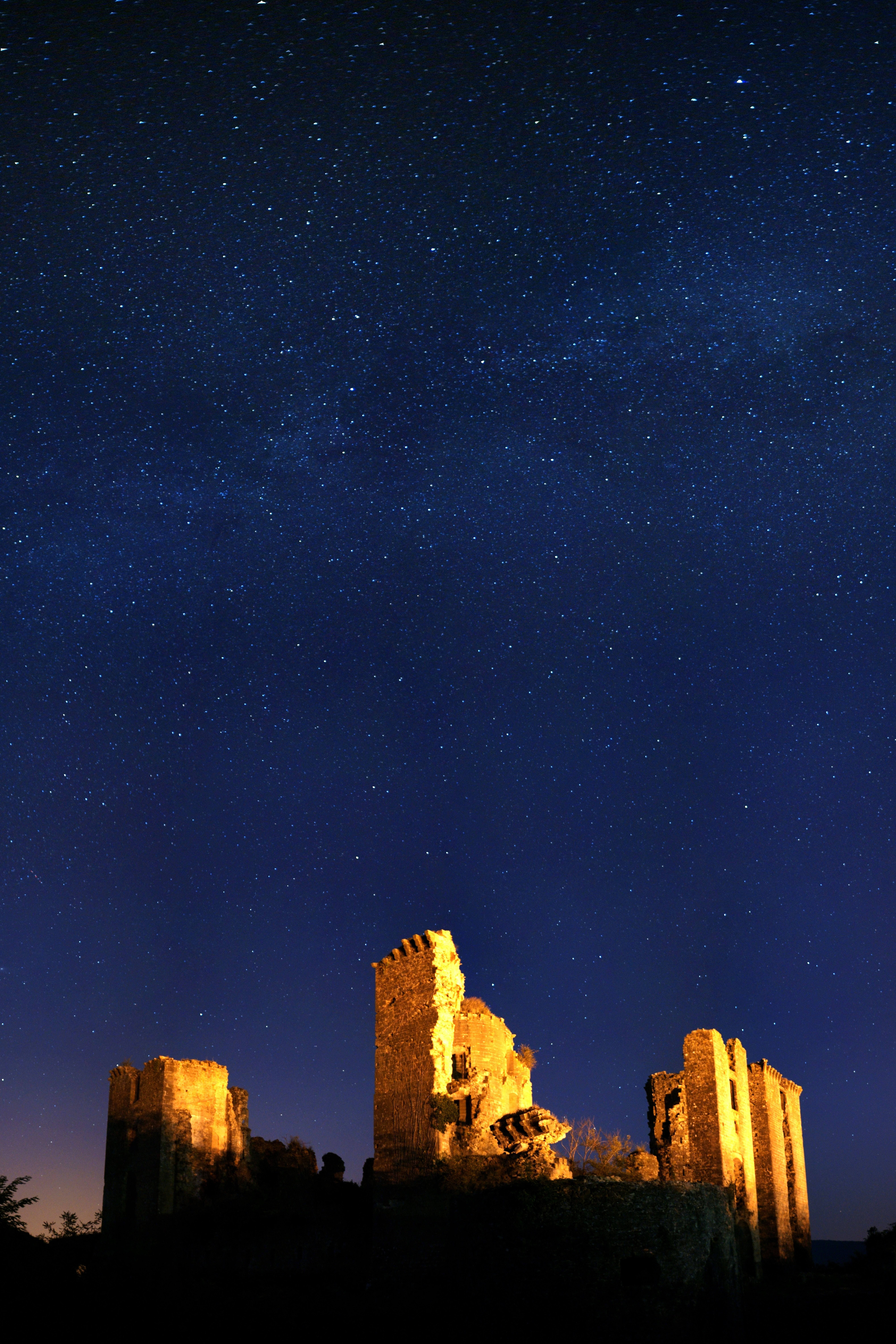
ラガルド城址